# Costums de Girona
Els Costums de Girona (en llatí: Consuetudines Dioecesis Gerundensis) foren compilacions del dret consuetudinari gironí fetes el segle xiv i que establiren el Costum.
Recopil·la no tan sols Costums escrits, sinó també altres fonts del dret. Les còpies més antigues són del segle xv malgrat que els primers repertoria daten del segle anterior. Comprèn bàsicament el dret de la Catalunya Vella dels segles xiii i xv, i incorpora els Usatges, les Commemoracions de Pere Albert, costums feudals forasters, restes de la Lex Visigothorum, notes de jurisprudència de les cúries civil i eclesiàstica de Girona, opinions dels glossadors, constitucions catalanes, nombroses referències al dret comú, constitucions sinodals de la diòcesi gironina, privilegis reials atorgats a Girona, fragments dels comentaristes dels Usatges, i una part de dret consuetudinari.
La influència del Recognoverunt Proceres (Privilegi) i de les compilacions consuetudinàries de Barcelona és abundosa, perquè el rei Pere III d'Aragó el Gran concedí a Girona el gaudi dels Usatges de Barcelona.